# Bekiri
Bekiri  è un comune del Ciad situato nel dipartimento di Ngourkosso, provincia del Logone Occidentale.